# Премаріакко
Премаріакко (італ. Premariacco) — муніципалітет в Італії, у регіоні Фріулі-Венеція-Джулія,  провінція Удіне.
Премаріакко розташоване на відстані близько 470 км на північ від Рима, 60 км на північний захід від Трієста, 13 км на схід від Удіне.
Населення — 4175 осіб (2014).
Щорічний фестиваль відбувається 31 грудня. 

## Демографія
Населення за роками:

Станом на 1 січня 2023 року в муніципалітеті офіційно проживало 160 іноземців з 35 країн, серед них 77 громадян країн Євросоюзу та 8 громадян України.

## Сусідні муніципалітети
- Буттріо
- Чивідале-дель-Фріулі
- Корно-ді-Розаццо
- Манцано
- Моїмакко
- Прадамано
- Реманцакко